# Ebaeides montana
Ebaeides montana là một loài bọ cánh cứng trong họ Cerambycidae.